# Báraka
Nella cultura araba, il termine bàraka  (in arabo بركة‎? ‘grazia’, ‘benedizione’) può riferirsi a persone, luoghi o cose (come nel Cristianesimo), e talora a particolari azioni o circostanze.

## Nel Sufismo
La baraka, segno distintivo della grazia divina elargita a un buon musulmano, viene considerato nel Sufismo trasmissibile da parte di un profeta o di un "sant'uomo" (walī), ma anche di un Maestro di una tarīqa a un suo discepolo (murīd). 
Le modalità di trasmissione sono di ordine eminentemente fisico ma esse possono variare da confraternita a confraternita: dal semplice tocco a forme più estreme di contatto. Sovente tale passaggio è sottolineato dalla consegna all'allievo della khirqa del Maestro, che sottolinea in tal modo l'esistenza di una legittima catena di trasmissione (silsila) di santità.

Un modo non fisico di acquisizione della baraka può essere invece costituito in alcuni casi dalla pia visita (ziyāra) a luoghi di sepoltura, mausolei e altri monumenti funebri di particolari e rinomati walī.

## Modi colloquiali di dire
Un modo di ringraziare, nei paesi a maggioranza musulmana, è l'espressione araba baraka Allāhu fīki che sta per "Iddio ti benedica", cui in generale si risponde al-ḥamdu li-llāhi, cioè "lode a Dio", che equivale a "bene, grazie".
Alcune località in Sicilia, portano questo nome, in concomitanza alla dominazione araba tra i secoli 8º ed 11º.
La località Baracca di Santa Teresa di Riva era un antico insediamento arabo e con presenza giudaica.